# Lista de aves em selos

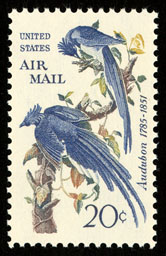
Selo postal norte-americano de 1967 a representar columbia jays

Aves em selos é um tema comum em filatelia e um assunto popular para os atuais colecionadores de selos. 
Aves começaram a aparecer em selos de 1845 na Suíça, com Basel Dove, e depois, por 1875, quando o Japão emitiu uma série de selos com figuras estilizadas de três espécies.  O primeiro selo de aves dos Estados Unidos foi um registry stamp emitidos em 1911, representando uma águia de asas abertas.  O Reino Unido publicou o seu primeiro em honra da "Semana da Natureza" em 1963. Em 2003, mais de 10.000 selos de aves haviam sido emitidos em todo o mundo.

## A
- Abu Dabi
- Estados do Protetorado de Adém, Seiune
- Afeganistão
- Aitutaki
- Ajmã
- Alândia
- Albânia
- Argélia
- Andorra (França)
- Andorra (Espanha)
- Angola
- Armênia
- Aruba
- Território Antárctico Australiano
- Áustria
- Azerbaijão
- Açores

## B
- Bahawalpur
- Bechuanaland
- Congo Belga
- Bequia
- Bermudas
- Butão
- Biafra
- Bophuthatswana
- Guiana Britânica
- Território Britânico do Oceano Índico
- Burma

## C
- Camboja
- Cabo Juby
- Cabo Verde
- Croácia

## F
- Fernando Po
- Finlândia

## G
- Guiné-Bissau

## I
- Ifni
- Índia
- África Oriental Italiana
- Somália Italiana

## J
- Jaipur
- Japão

## L
- Letónia
- Líbia[5]

## M
- Macau
- Madeira
- Manchukuo
- Moçambique

## N
- Noruega

## P
- Portugal

## R
- Rio Muni

## S
- Sao Tome e Príncipe
- Saara espanhol
- Suíça: Basel Dove

## W
- West Irian

## Z
- Zimbabwe